# تريفور تريفيزان
تريفور تريفيزان (بالإيطالية: Trevor Trevisan)‏ (21 ديسمبر 1983 في إيطاليا - ) هو لاعب كرة قدم إيطالي في مركز الدفاع. لعب مع نادي بادوفا ونادي بيزا ونادي ساليرنيتانا ونادي فاريسي ونادي فيتشينزا ونادي فينيزيا وL'Aquila 1927 ‏ وبوردينوني كالتشيو وGiulianova Calcio ‏ وASD Sacilese Calcio ‏.

## روابط خارجية
- تريفور تريفيزان على موقع قاعدة بيانات كرة القدم.إي يو (الإنجليزية)
- تريفور تريفيزان على موقع Soccerway.com (الإنجليزية)
- تريفور تريفيزان على موقع عالم كرة القدم.نت (الإنجليزية)